# 陸軍指揮司令部
陸軍指揮司令部（りくぐんしきしれいぶ、ドイツ語：Heeresführungskommando、略称：HFüKdo）は、ドイツ連邦陸軍における陸軍局と並列する二大組織の一つ。1994年の創設以来、陸軍指揮幕僚監部の傘下にあって、ドイツ連邦陸軍部隊の大部分に対する最高指揮機構として機能している。ただし、陸軍の国外任務についてはポツダムに所在する連邦軍出動指揮司令部が指揮を執る。2010年時点では約400人の司令部要員を、下位組織には約83,500人の将兵を要している。

## 任務
陸軍指揮司令部の任務には基本的に以下の様なものがある。
- 幕僚と傘下部隊に対する指揮
- 出動と運用の為の部隊準備
- 陸軍の教育およびに訓練活動ついての計画と統制
- 例外的な小規模作戦の指揮（それ以外は連邦軍出動指揮司令部の指揮下におかれる）

## 歴史
1990年代までドイツ連邦軍は北大西洋条約機構の指揮下におかれていた。しかし、ソビエト連邦の崩壊に伴い冷戦は終結し、ヨーロッパの安全保障体制は劇的な変化が訪れた。これによりドイツは独自の指揮権を必要とした。
1994年3月31日に第3軍団が解隊後、司令部機能と要員はそのまま新編組織である陸軍指揮司令部に編入された。司令部施設は第3軍団と同じくコブレンツにおかれた。2001年から陸軍の師団は陸軍指揮司令部の直下におかれ軍団の指揮階梯は停止された。2002年に連邦軍出動指揮司令部がポツダムに置かれドイツ連邦軍の国外任務は連邦軍出動指揮司令部に移管される。それ以前までは陸軍指揮司令部は1995年からのバルカン諸国での和平履行部隊（IFOR）、平和安定化部隊（SFOR）、コソボ治安維持部隊（KFOR）、アルバニア平和安定化部隊（AFOR）や、アフガニスタンでの国際治安支援部隊（ISAF）のドイツ軍担当の作戦を指揮していた。

## 内部組織
- 第1部（G1） - 人事、管理
- 第2部（G2） - 陸軍の軍事諜報、軍備管理、気象、兵要地誌
- 第3部（G3） - 指揮、計画、出動準備、教育、陸軍の運用計画
- 第4部（G4） - 後方支援業務、資器材財務、保守
- 第5部（G5） - 軍民協力（ZMZ/CIMIC）
- 第6部（G6） - 通信全般、電子情報通信、通信管理業務
- 陸軍軍医監 - 陸軍衛生の長、立案、陸軍の衛生補給顧問
- 部隊心理学顧問 - 司令官に対する部隊心理についての助言、指揮領域での部隊心理の指導、部隊心理学の発展
- 法務顧問 - 司令官に対する法的助言
- 報道情報センター（PIZ） - 陸軍指揮司令部での情報公開、陸軍軍楽隊の運用と管理
- 業務管理センター - 予算と支出の管理とその最適化
- 連絡官の業務 - アメリカ合衆国陸軍（JHCハイデルベルク）のほか、フランス陸軍、オランダ陸軍、イギリス陸軍のほか連邦海軍および連邦空軍との連絡業務

## 下位組織
- 陸軍指揮司令部：コブレンツ
  - 第1装甲師団、司令部：ハノーファー
    - 第9装甲教導旅団、司令部：ミュンスター (オルツェ)
    - 第21装甲旅団、司令部：アウグストドルフ

  - 第10装甲師団、司令部：ジークマリンゲン
    - 第12装甲旅団、司令部：アンベルク
    - 第23山岳猟兵旅団、司令部：バート・ライヘンハル

  - 第13装甲擲弾兵師団、司令部：ライプツィヒ
    - 第37装甲擲弾兵旅団、司令部：フランケンベルク (ザクセン)
    - 第41装甲擲弾兵旅団、司令部：トルゲロー

  - 特殊作戦師団、司令部：シュタットアレンドルフ
    - 第26空挺旅団、司令部：ザールルイ
    - 第31空挺旅団、司令部：オルデンブルク
    - 特殊戦団（KSK）、司令部：カルフ

  - 航空機動作戦師団、司令部：ファイツヘーヒハイム
    - 第1航空機動旅団、司令部：フリッツラール
    - 陸軍部隊旅団、司令部：ブルッフザール

  - ドイツ・フランス合同旅団、司令部：ミュルハイム（ドイツ語版）

陸軍指揮司令部は以下の駐屯施設に対しても責任を負う。
- ヘロンゲン（シュトラーレン）長期宿営センター
- ピルマゼンス長期宿営センター
- ブリュック / ノイゼディン動員基盤センター

### 多国籍部隊
陸軍指揮司令部は国際連合、北大西洋条約機構即応部隊および欧州連合戦闘群の為に必要な部隊を配置する。必要に応じて戦力基盤軍の介入戦力指揮司令部の指揮下に入る。常設である独仏合同旅団のために割り当て部隊と司令部要員を提供しているが、必要に応じて増強することもある。
- 欧州合同軍 - 司令部、ドイツ・フランス合同旅団および必要に応じて第10装甲師団から部隊を出す。
- 第1ドイツ＝オランダ軍団 - 司令部、支援部隊および必要に応じて介入戦力師団（第1装甲師団）から部隊を出す。
- 北東多国籍軍団 - 司令部および必要に応じてデンマーク＝ポーランド＝ドイツ軍団のために第13装甲擲弾兵師団から部隊を出す。

## 主要幹部
| 代 | 氏名                                                                         | 着任          | 離任          |
| -- | ---------------------------------------------------------------------------- | ------------- | ------------- |
| 1  | クラウス・ラインハルト陸軍中将 de:Klaus Reinhardt                            | 1994年4月1日  | 1998年3月26日 |
| 2  | リューディガー・ドリュウズ陸軍中将 Rüdiger Drews                             | 1998年3月27日 | 2002年3月20日 |
| 3  | アクセル・ブルグナー陸軍中将 de:Axel Bürgener                                | 2002年3月21日 | 2005年3月27日 |
| 4  | ヴォルフガング・オットー陸軍中将 de:Wolfgang Otto (General)                  | 2005年3月27日 | 2009年3月16日 |
| 5  | カール＝フーベルトゥス・フォン・バトラー陸軍中将 de:Carl-Hubertus von Butler | 2009年3月16日 |               |

| 代 | 氏名                                                        | 着任          | 離任           |
| -- | ----------------------------------------------------------- | ------------- | -------------- |
| 1  | ゲオルク・ラインハルト陸軍少将 Georg Bernhardt              | 1994年4月1日  | 1991年12月31日 |
| 2  | フーベルト・ゴーシュ陸軍少将 Hubert Gosch                   | 1995年1月1日  | 2000年9月30日  |
| 3  | ディーター・ヘニンガー陸軍少将 Dieter Henninger             | 2000年10月1日 | 2001年3月27日  |
| 4  | フリードリヒ・フォン・ゼンデン陸軍少将 Friedrich von Senden | 2001年3月27日 | 2002年9月1日   |
| 5  | ペーター・ネーゲル陸軍少将 Peter Nagel                      | 2002年9月1日  | 2003年10月1日  |
| 6  | ヴォルフガング・コルテ陸軍少将 de:Wolfgang Korte            | 2003年10月1日 | 2005年1月13日  |
| 7  | クリスチャン・トル陸軍少将 de:Christian Trull               | 2005年1月13日 | 2008年1月1日   |
| 8  | ブルーノ・カスドルフ陸軍中将 de:Bruno Kasdorf               | 2008年1月1日  | 2010年6月22日  |
| 9  | ハインハルト・カマラー陸軍少将 de:Reinhard Kammerer         | 2010年6月22日 |                |

| 代 | 氏名                                                        | 着任          | 離任           |
| -- | ----------------------------------------------------------- | ------------- | -------------- |
| 1  | クラウス・フーアーバー陸軍准将 Klaus Frühhaber              | 1994年4月1日  | 1994年12月31日 |
| 2  | アクセル・ブルグナー陸軍准将 de:Axel Bürgener               | 1995年1月1日  | 1999年         |
| 3  | ヴォルフガング・コルテ陸軍准将 Wolfgang Korte               | 1999年        | 2001年         |
| 4  | ローランド・カーター陸軍准将 de:Roland Kather               | 2001年        | 2003年9月      |
| 5  | ブルーノ・カスドルフ陸軍准将 Bruno Kasdorf                  | 2003年10月1日 | 2006年4月7日   |
| 6  | マンフレート・ホフマン陸軍准将 de:Manfred Hofmann (General) | 2006年        | 2009年8月14日  |
| 7  | カルステン・ヤコブソン陸軍准将 de:Carsten Jacobson          | 2009年8月14日 |                |